# Svart myrfågel
Svart myrfågel (Cercomacroides serva) är en fågel i familjen myrfåglar inom ordningen tättingar.

## Utbredning och systematik
Fågeln förekommer från södra Colombia öster om Anderna till nordvästra Bolivia och sydvästra Amazonområdet i Brasilien. Den behandlas som monotypisk, det vill säga att den inte delas in i några underarter.

## Status
IUCN kategoriserar arten som livskraftig.